# 雷托尔蒂略德索里亚
雷托尔蒂略德索里亚，是西班牙卡斯蒂利亚-莱昂索里亚省的一个市镇。总面积173平方公里，总人口218人（2001年），人口密度1人/平方公里。